# لاینو بورگو

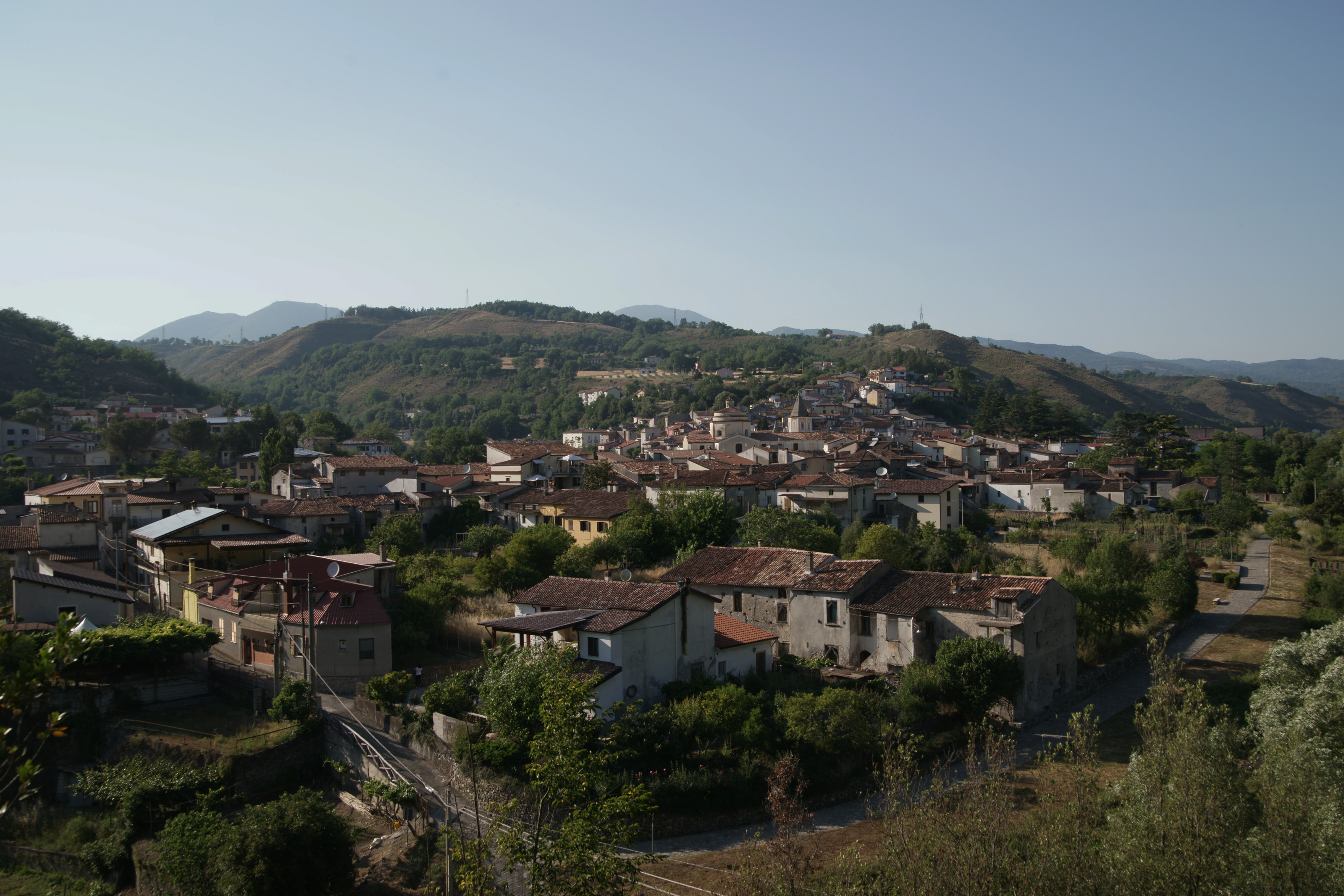
لاینوبورگودر ایتالیا

لاینو بورگو (به ایتالیایی: Laino Borgo) یک کومونه در ایتالیا است که در استان کزنتزا واقع شده‌است.

## خصوصیات
لاینو بورگو ۵۶٫۷۳ کیلومترمربع مساحت و ۱٬۹۹۷ نفر جمعیت دارد و ۲۷۱ متر بالاتر از سطح دریا واقع شده‌است.